# 薩克斯姆冰原島峰
63°10′S 56°2′W / 63.167°S 56.033°W
薩克斯姆冰原島峰（英語：Saxum Nunatak），是南極洲的冰原島峰，位於葛拉漢地的茹安維爾島北部，處於索盧斯山以北11公里，海拔高度430米，現時由南極條約體系管理。